# Siesta
Siesta és una pel·lícula dramàtica estatunidenca del 1987 dirigida per Mary Lambert i protagonitzada per Ellen Barkin, Gabriel Byrne i Jodie Foster. Segons un article de 1987 a The Los Angeles Times, la pel·lícula "segueix un temerari durant els seus darrers dies fins a un salt potencialment fatal. Plena d'imatges jungianes, la pel·lícula és una faula postmoderna del destí i del canvi, poblat d'una galeria d'ànimes perdudes que inclou un àngel de la guarda (interpretat pel britànic Julian Sands), una bruixa (interpretada per l'estrella del pop Grace Jones) i l'àngel de la mort (Alexei Sayle)." També hi partaiciparen Martin Sheen i Isabella Rossellini.

## Repartiment
- Ellen Barkin com a Claire
- Gabriel Byrne com a Augustine
- Julian Sands com a Kit
- Isabella Rossellini com a Marie
- Martin Sheen com a Del
- Alexei Sayle com a taxista
- Grace Jones com a Conchita
- Jodie Foster com a Nancy
- Anastassia Stakis com a Desdra
- Gary Cady com a Roger

## Producció
El guió va ser escrit per Patricia Louisianna Knop, basat en una novel·la de Patrice Chaplin. La pel·lícula va ser rodada a Espanya, estrenada per Lorimar Motion Pictures, i fou estrenada a Nova York l'11 de novembre de 1987. El trompetista de jazz Miles Davis va actuar al partitura per a la pel·lícula, Music from Siesta, que va ser escrita i organitzada pel col·laborador freqüent de Davis Marcus Miller.

## Reacció
La pel·lícula va ser nominada a l'Independent Spirit a la millor primera pel·lícula l'any 1988 per la directora Mary Lambert.
Siesta va rebre crítiques diverses. A l'agregador de ressenyes Rotten Tomatoes, la pel·lícula té una puntuació d'aprovació del 14% basada en 7 ressenyes Va ser aclamada com "el Vellut blau d'aquest any per Susan Linfield, editora de American Film. La crítica de cinema de New York Times, Janet Maslin, la va anomenar "el tipus de pel·lícula excitantment dolenta i artísticament experimental que s'ha convertit en una espècie en perill d'extinció... Tot i així, el primer llargmetratge de la senyoreta Lambert té un joc, un esperit entremaliat i un bohemi madur que són atractius." El crític Roger Ebert va escriure que "La pel·lícula finalment es veu aclaparada per la seva pròpia ambició, per no parlar de massa trucs a la seva trama, però va a la baixa." No obstant això, Sheila Benson de The Los Angeles Times va qualificar la pel·lícula de "una presumpció monumentalment dolenta, increïblement equivocada i pretensiosa".